# USS Trigger (SS-564)
Lo USS Trigger (codice alfanumerico SS-564) è stato un sommergibile della United States Navy, appartenente alla classe Tang e successivamente con il nome Livio Piomarta della Marina Militare Italiana.

## Storia
Costruito negli Stati Uniti nei cantieri Electric Boat di Groton nel Connecticut, impostato il 24 febbraio 1949 e varato il 14 giugno 1951, entrò in servizio il 31 marzo 1952; era aggiornato agli standard chiamati GUPPY (Greater Underwater Propulsion Power Program) e basati sulle invenzioni tedesche della parte finale della seconda guerra mondiale. Tali standard furono implementati anche su sommergibili costruiti in anni precedenti come quelli delle classi Gato, Balao e Tench. Il sommergibile ha lo stesso nome di un precedente battello della classe Gato, l'USS Trigger (SS-237), affondato dai giapponesi il 28 marzo 1945 nel mar Cinese Orientale durante la seconda guerra mondiale.
Viste le caratteristiche, con la velocità in immersione superiore di quella in emersione si può già parlare di sottomarino più che di sommergibile.
Nell'estate del 1957 si era unito al sottomarino a propulsione nucleare Nautilus durante il primo viaggio al di sotto della calotta polare artica trascorrendo dieci giorni a nord del Mare di Groenlandia.
Il battello montava all'origine dei motori diesel elettrici General Motors ad alta velocità che però diedero dei problemi tanto che furono sostituiti con motori diesel a cilindri contrapposti di media velocità di derivazione aeronautica di dimensioni maggiori. Per potere essere installati questi motori, l'unità, all'inizio del 1958 e fino all'agosto di quell'anno, venne sottoposta a dei lavori per essere allungata di circa tre metri presso i cantieri Portsmouth Naval Shipyard di Kittery nel Maine.
L'unità venne sottoposta a nuovi lavori di allungamento dello scafo tra il 3 gennaio 1968 e il 6 giugno 1969, alla base navale di Charleston nella Carolina del Sud, questa volta per permettere l'installazione di nuove apparecchiature elettroniche tra cui un nuovo sonar.
Nel 1973 dopo un periodo trascorso in Estremo Oriente, l'unita raggiunse il 5 aprile San Diego in California, dove il successivo 25 giugno venne imbarcato l'equipaggio italiano per prendere conoscenza con l'unità che radiata dalla US Navy il 2 luglio, il 10 luglio venne consegnata alla Marina Militare, che lo ribattezzò Livio Piomarta (dall'omonimo ufficiale rimasto ucciso in battaglia nella seconda guerra mondiale e decorato con medaglia d'oro al valor militare)).

### Livio Piomarta
Fu destinato alla base di Taranto prestò servizio come unità d'addestramento fino al disarmo, avvenuto il 28 febbraio 1986.